# HMS Bronington (M1115)
Le HMS Bronington (M1115) est un dragueur de mines de la 
Ton-class minesweeper (en) de la Royal Navy. 

Il a été préservé depuis 1989  par le Warship Preservation Trust (en) à Birkenhead.

Il est enregistré comme bateau du patrimoine maritime du Royaume-Uni par le National Historic Ships UK   en 1996 et au registre de la National Historic Fleet.

## Histoire
Le HMS Bronington était l'un des derniers dragueurs de mines à coque en acajou.

Après avoir été mis hors service, le navire a été acheté en Janvier 1989 par la Bronington Trust, un organisme de bienfaisance patronné par le Prince de Galles Charles qui a commandé ce navire en 1976.
Depuis un certain temps, le navire était amarré dans le Canal maritime de Manchester. En 2002, il est entré dans la collection du Warship Preservation Trust (en) et amarré à Birkenhead en face de Liverpool.  

Depuis la fermeture de la Warship Preservation Trust, il est resté en attente avec le HMS Plymouth (F126) une frégate de la classe Rothesay (en) à Vittoria Dock dans Birkenhead , et plus récemment avec la Great Float (en).
Le 17 mars 2016, il a coulé au mouillage. La décision a été prise de le vendre à la ferraille en raison de son état.

### Sources
- (en) Cet article est partiellement ou en totalité issu de l’article de Wikipédia en anglais intitulé « HMS Bronington (M1115) » (voir la liste des auteurs).